# Impatiens inayatii
Impatiens inayatii är en balsaminväxtart som beskrevs av Joseph Dalton Hooker. Impatiens inayatii ingår i släktet balsaminer, och familjen balsaminväxter. Inga underarter finns listade i Catalogue of Life.